# Тупољев АНТ-35
Тупољев АНТ-35/ПС-35, (рус. Туполев АНТ-35/ПС-35), је био совјетски путнички двомоторни авион на клипно елисни погон руског произвођача Тупољев са 10 путничких седишта. Развијен је на основу бомбардера АНТ-40/СБ, а први лет прототипа био је 20. августа 1936. године.

## Пројектовање и развој
Половином 30-их година прошлог века у Совјетском Савезу су за путнички авио саобраћај коришћени авиони долета од 1.000 km, брзине од 150 до 300 km/h и капацитета 7 до 9 путника пошто то није одговарало тадашњим потребама Аерофлот је ангажовао пројектанте да пројектују савремени путнички авион. Између осталих ангажован је и ОКБ 156 Тупољев (Опитни Конструкциони Биро - Тупољев). Пошто се у то време код Тупољева радило на бомбардеру АНТ-40/СБ-2, дат је налог пројектанту А. А. Архангелски. да конструише путнички авион користећи елементе постојећег бомбардера. Основни циљ у овом пројекту је било створити путнички авион велике брзине са најсавременијом опремом која би омогућила највећи комфор путницима и максималну безбедност лета. Прототип авиона је имао моторе Gnome-Rhone 14К снаге 597 kW који су касније замењени совјетским мотором М-85 који је направљен по француској лиценци. У серијску производњу авион је ушао са мотором М-62ИР снаге 746 kW, повећана му је дужина за пола метра а пречник трупа повећан за 15 cm у односу на прототип. Првобитно је планирано да се произведе 150 примерака ових авиона затим је то редуковано на 50 комада. Због повећања производње бомбардера АНТ-40/СБ-2 овај план је остао мртво слово на папиру тако да је у првој серији направљено свега 9 примерака и 2 прототипа. Авиони су предати Аерофлоту на даље коришћење и тамо су добили ознаку ПС-35

### Технички опис
Авион АНТ-35 је био двомоторни нискокрилни једнокрилни авион потпуно металне конструкције и увлачећим стајним трапом система трицикл. Два предња главна точка, димензија 900 x 200 mm, опремљени кочницама, су се увлачила у простор носача мотора испод крила помоћу хидрауличних цилиндара а трећи не увлачећи ("клавирски") точак је био смештен на репу авиона. Труп авиона је био кружног попречног пресека. У утроби авиона било је простора за смештај путничке кабине са десет путничких седишта, путничка и пилотска кабина су представљале једну целину. Погонску снагу авиону је давало 2 мотора Микулин М-62ИР са 1.000 KS што је чинили укупно 2.000 KS. Мотори су се налазили на крилима. Сваки мотор је имао трокраку металну елису. Авион је био опремљен савременом навигационом опремом укључујући радио-компас и аутоматског пилота што му је омогућавало да лети у свим временским условима.

## Оперативно коришћење
Непосредно после тестирања авиона пробни пилот М. Громов је направио лет Москва-Лењинград-Москва дужине 1.266km за 3h и 38 min, и постигао просечну брзину од 350 km/h. На основу тога лета одлучено је да овај авион буде приказан на 15.-том Париском салону авијације који се одржавао у новембру месецу 1936. године. Посада у саставу М. Громов пилот, С. Корзишников копилот и С. Данилин навигатор и механичар Аникеев су из Москве преко Кенигсберга, Берлина и Келна летели за Париз. На Париском авио салону авион је био изложен заједно са већ чувеним АНТ-25.
Авион је произведен у 11 примерака у фабрици авиона No22 из Москве у периоду од 1937. до 1939. године. Коришћен у путничком саобраћају од 1937. до 1941. године, прво је (1937) коришћен на међународним линијама Москва-Рига-Стокхолм и Москва-Праг због ратних дешавања у европи са укидањем међународних линија ови авиони се користе на домаћим линијама (1939) лете на линијама Москва-Лвов и Москва-Одеса. Након Немачке инвазије на СССР (1941) ови авиони су коришћени као авиони за везу или као ВИП авиони за превоз високих партијских и војних руководилаца.

## Земље које су користиле овај авион
| - СССР |